# Bató de Sinope
Bató de Sinope (en llatí Baton, en grec antic Βάτων ὁ Σινωπεύς) fou un retòric i historiador grec que va viure poc després d'Àrat de Sició cap a la meitat del segle iii aC segons Plutarc.
Els antics escriptors mencionen com a seus els següents llibres:
- Περσικά, Comentaris sobre afers perses, que cita Estrabó.
- Περὶ τῶν ἐν Εφέσῳ τυράννων, Sobre els tirans d'Efes, citat per Ateneu de Naucratis.
- Περὶ Θεσσαλίας καὶ Αἱμονίας, Sobre Tessàlia i Hemònia, també citat per Ateneu.
- Περὶ τῆς τοῦ Ίερωνύμου τυραννίδος, Sobre la tirania de Jerònim, segons Ateneu.
- Περὶ Ϊωνος τοῦ ποιητοῦ, Sobre el poeta Ió, també el cita Ateneu.
- Se li atribueix també una Història d'Àtica en uns escolis a Píndar.[1]